# Altes Wasserwerk (Hildesheim)

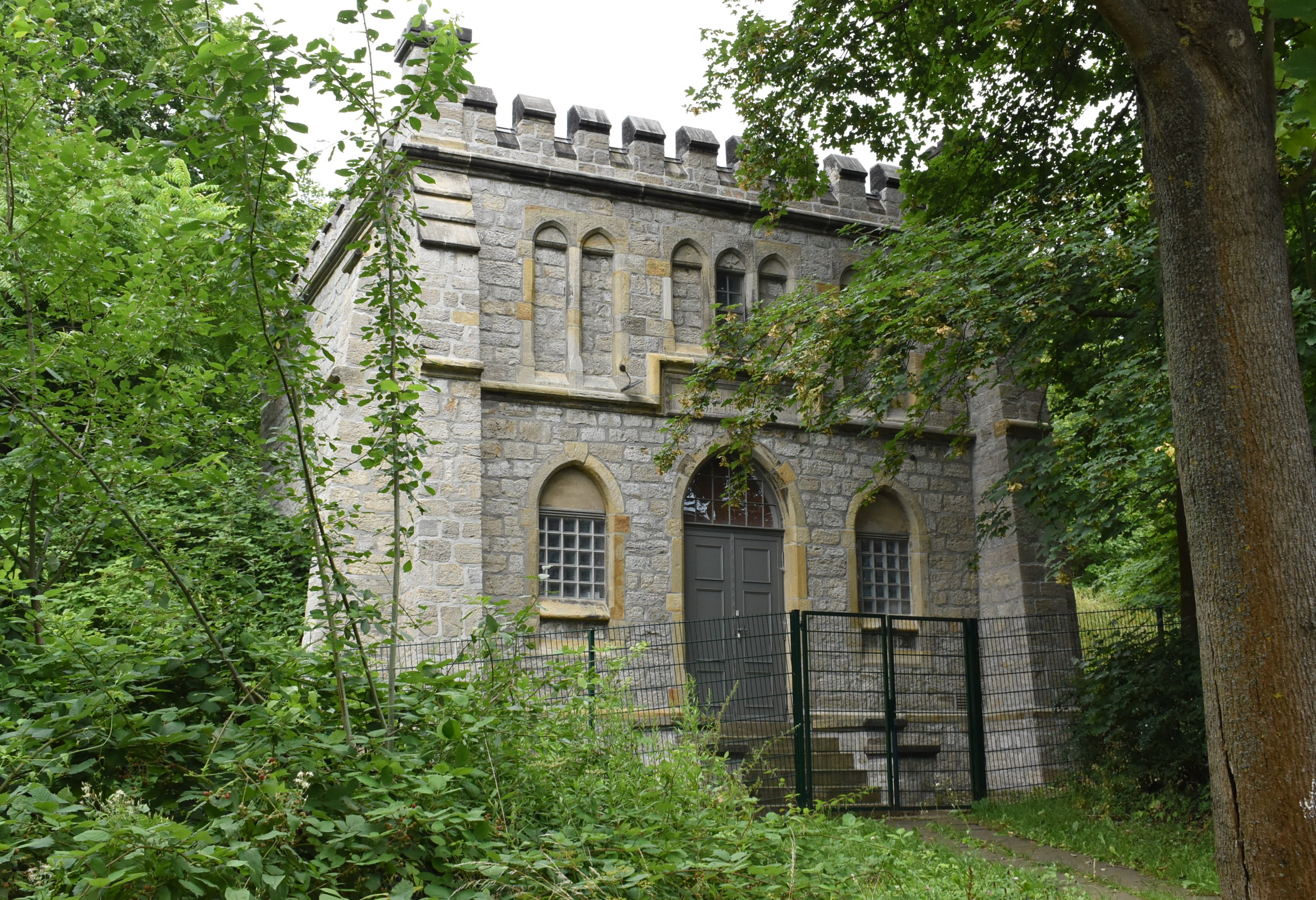
Das Alte Wasserwerk auf dem Hildesheimer Galgenberg

Das Alte Wasserwerk auf dem Galgenberg in Hildesheim entstand Ende des 19. Jahrhunderts. Bis heute sind zwei historisch anmutende Wasserbehälter aus Naturstein als Erdhochbehälter erhalten. Diese sind in neogotischer Formensprache ausgeprägt und mit Zinnenkränzen verziert. Die Wasserbehälter beinhalten jeweils sechs überwölbte, massiv gemauerte Kammern.